# Corredoira (Arteijo)
Corredoira (llamada oficialmente A Corredoira) es una aldea española situada en la parroquia de Armentón, del municipio de Arteijo, en la provincia de La Coruña, Galicia.

## Demografía
| Gráfica de evolución demográfica de Corredoira entre 2000 y 2018 |
|                                                                  |
| Datos según el nomenclátor publicado por el INE.                 |